# Département Meuse
Das Département de la Meuse [ˈmøːz] („Maas-Departement“) ist das französische Département mit der Ordnungsnummer 55. Es liegt in der Region Grand Est und ist nach dem gleichnamigen Fluss Maas (französisch Meuse) benannt. Seine Präfektur ist Bar-le-Duc, Unterpräfekturen sind Commercy und Verdun.

## Geographie
Das Département grenzt im Norden an die belgische Provinz Luxemburg, im Osten an das Département Meurthe-et-Moselle, im Süden an die Départements Vosges und Haute-Marne sowie im Westen an die Départements Marne und Ardennes.
Die wichtigsten Städte sind Verdun, Bar-le-Duc, Commercy, Saint-Mihiel, Ligny-en-Barrois, Étain, Montmédy und Stenay.
Zu den Flüssen im Département Meuse zählen Maas, Aire, Chiers, Ornain, Saulx, Orge, Ognon, Orne.

## Geschichte
Das Département Meuse ist eines der 83 Départements, die am 4. März 1790 gegründet wurden. Das Gebiet gehörte vorher zum Herzogtum Lothringen, dessen Nebenland Bar und zum Fürstbistum Toul (eines der Trois-Évêchés). Es war in die acht Distrikte Bar-le-Duc, Clermont-en-Argonne, Commercy, Étain, Gondrecourt-le-Château, Saint-Mihiel, Stenay und Verdun gegliedert. Im Jahr 1800 wurden die Arrondissements Bar-le-Duc, Commercy, Montmédy und Verdun gebildet. Das Arrondissement Montmédy wurde 1926 aufgelöst.
Seit seiner Gründung haben sich seine Grenzen kaum verändert. 1997 wurde die Ortschaft Han-devant-Pierrepont aus dem Département Meuse ausgegliedert und dem Département Meurthe-et-Moselle zugeschlagen.
Quer durch das Département Meuse verlief während des Ersten Weltkrieges die Frontlinie. Schwer umkämpft war vor allem der Raum Verdun im Jahre 1916.
Das Département gehörte von 1960 bis 2015 zur Region Lothringen, die 2016 in der Region Grand Est aufging.

## Städte
Die bevölkerungsreichsten Gemeinden des Départements Meuse sind:
| Stadt      | Einwohner (2022) | Arrondissement |
| ---------- | ---------------- | -------------- |
| Verdun     | 16.610           | Verdun         |
| Bar-le-Duc | 14.615           | Bar-le-Duc     |
| Commercy   | 5.332            | Commercy       |

## Verwaltungsgliederung
Das Département Meuse gliedert sich in 3 Arrondissements, 17 Kantone und 501 Gemeinden:
| Arrondissement    | Kantone | Gemeinden | Einwohner 1. Januar 2022 | Fläche km² | Dichte Einw./km² | Code INSEE |
| ----------------- | ------- | --------- | ------------------------ | ---------- | ---------------- | ---------- |
| Bar-le-Duc        | 7       | 110       | 56.947                   | 1.450,64   | 39               | 551        |
| Commercy          | 5       | 135       | 41.926                   | 1.932,24   | 22               | 552        |
| Verdun            | 9       | 254       | 81.872                   | 2.828,52   | 29               | 553        |
| Département Meuse | 17      | 499       | 180.745                  | 6.211,40   | 29               | 55         |

Siehe auch:

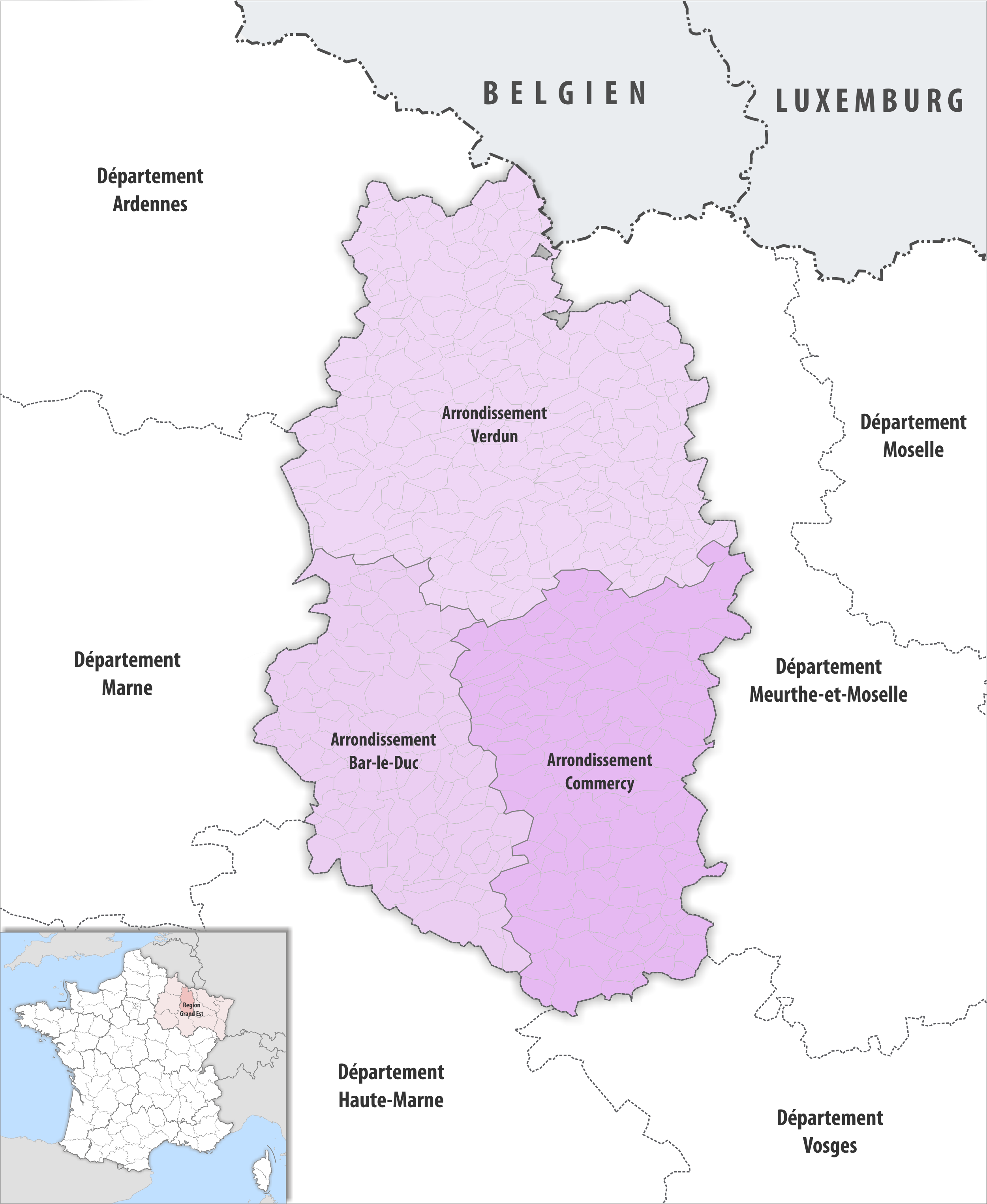
Gemeinden und Arrondissemente im Département Meuse

- Liste der Gemeinden im Département Meuse
- Liste der Kantone im Département Meuse
- Liste der Gemeindeverbände im Département Meuse